# 6002 Eetion
6002 Eetion este o planetă minoră (asteroid), cu un diametru de 40,408 km, din Asteroid troian al lui Jupiter. A fost descoperită pe 8 septembrie 1988 la Brorfelde-observatoriet⁠(d) de Poul Jensen⁠(d) și a fost numită după Eetion⁠(d). 
Obiectul prezintă o orbită caracterizată de o semiaxă mare de 5,2235479 UAi, o excentricitate de 0,09, o înclinație de 15,55575 ° în raport cu ecliptica.